# Joannes van Hooydonk
Joannes van Hooydonk (2 augustus 1782 – 25 april 1868) was een rooms-katholiek geestelijke en de eerste bisschop van Breda na het Herstel van de bisschoppelijke hiërarchie in Nederland in 1853.
In 1827 werd Van Hooydonk apostolisch vicaris van Breda, toen nog geen bisdom, maar een apostolisch vicariaat. 
In 1842 werd Van Hooydonk benoemd tot titulair bisschop van Dardanus en op 1 mei van dat jaar werd hij door Cornelius Ludovicus de Wijkerslooth tot bisschop gewijd. Van Hooijdonk koos als devies: Simpliciter et confidenter (In eenvoud en vertrouwen). 
Van Hooydonk stond bekend om zijn preken en brieven waarin hij gedurig waarschuwde tegen de morele gevaren en verleidingen van carnaval. 
Hij was tevens president van het Bredase seminarie Bovendonk in Hoeven. Als zodanig stimuleerde hij jongelingen om als missionaris naar de Verenigde Staten te gaan (missie-offensief van de Jezuïeten). 
Met het oprichten van het bisdom Breda in 1853 werd Van Hooydonk de eerste bisschop daarvan. Hij bleef als zodanig aan tot in 1867, een jaar voor zijn overlijden.
- Digitale Bibliotheek voor de Nederlandse Letteren: hooy009
- International Standard Name Identifier: 0000 0000 2765 1111
- Library of Congress Control Number: n88189366
- Nederlandse Thesaurus van Auteursnamen: 069897352
- Virtual International Authority File: 70489059
- WorldCat: E39PBJv4qk4fKbwF6hdVbXpHG3